# Kevsho
Kevin Roberto (Mar del Plata, Argentina; 23 de marzo de 1998), conocido artísticamente como Kevsho, es un actor y youtuber argentino conocido por protagonizar la serie Entrelazados de Disney+ y realizar diversos vídeos de entretenimiento en YouTube.

## Carrera

### 2014–2018: Inicios en artista y en teatro
A los 13 años comenzó a tomar clases de teatro en su escuela y a los 15 decidió ir un poco más allá formándose artísticamente en el Taller de Teatro Maria Carreras. Casi al mismo tiempo, en 2014, comenzó su carrera en YouTube realizando reseñas de libros y tiempo después decidió incursionar en la comedia y los sketches dentro de la plataforma de videos. Pero no fue sino hasta 2016 que su popularidad empezó a crecer cuando uno de sus vídeos donde parodia las frases típicas de las madres se viralizó por diversos medios.
En 2017, a la edad de 18 años se trasladó a Buenos Aires para trabajar como actor principal en la obra de teatro "El Círculo" dirigida por Nicolás Scarpino y Sebastián Irigo. El espectáculo fue furor, permaneciendo tres meses en el Teatro Apolo de calle Corrientes, luego con una gira nacional por Argentina, una gira internacional en países como Uruguay y Paraguay y un cierre el 26 de noviembre de 2018 en el Teatro Gran Rex a sala llena. A la par de su trabajo en el teatro, también brindó shows en países como México, Perú, Chile y Paraguay junto a otros creadores de contenido digital.

### 2018–2020: Primeras apariciones en televisión
En 2018, Kevsho tuvo su debut actoral en televisión en la serie Kally's Mashup de Nickelodeon, interpretando el papel de Teo. Además, fue conductor junto a Verónica Lozano de los Kids Choice Awards Argentina 2018 también emitidos por Nickelodeon y Telefé. Ese mismo año también participó del tráiler de Élite, la serie española de Netflix, coprotagonizada por Jaime Lorente, Miguel Herrán y María Pedraza, entre otros.
En 2019 aparece en Bia, una serie de Disney Channel, donde tuvo participaciones recurrentes durante la primera y segunda temporada. A grabado junto a Becky G, CNCO, Lali y Anitta.
Fue nominado a los Kids Choice Awards de Estados Unidos, siendo uno de los pocos argentinos nominados a estos premios internacionales. También fue el primer argentino en ser nominado a los Streamy Awards, los premios estadounidenses de la Academia Internacional de Televisión Web.
En septiembre de 2019, protagonizó su primera obra de microteatro llamada "10 minutos con Yeyé" junto a Sofi Morandi, Lucas Spadafora y Momi Giardina.

### 2020–2022
El 13 de enero de 2020, salió al aire El muro infernal, un programa de entretenimientos emitido por Telefe conducido por Marley y en el cual Kevsho fue coconductor. El programa se convirtió en lo más visto de la televisión argentina durante los meses que estuvo al aire y el reconocimiento de Kevsho creció mucho.
En noviembre de 2020 se comenzó a grabar Entrelazados, la primera serie original de Disney+ para Hispanoamérica, que se estrenó el 12 de noviembre de 2021 en la cual Kevsho fue uno de los protagonistas. Éste es el primer rol principal en su carrera actoral. 

### 2022–2024: Proyectos en plataformas y cine
En 2023, continuó con la segunda temporada de Entrelazados, consolidando su presencia en Disney+.
El 20 de septiembre de 2024 se estrenó la segunda temporada de Porno y helado, una serie de comedia argentina creada por Martín Piroyansky y producida para Prime Video, donde tuvo una participación especial. A fines de ese mismo año, debuta en la serie de drama Cromañón, también en Prime Video, que narra la tragedia ocurrida en 2004 en Argentina. La serie alcanzó el puesto número uno en Argentina y sumando más de 16 millones de espectadores en el mes de su estreno. Fue nominado a los Premios Cóndor de Plata como “Revelación Masculina” por este papel.

## Filmografía
| Año       | Título                        | Rol              | Plataforma     | Nota                                   |
| --------- | ----------------------------- | ---------------- | -------------- | -------------------------------------- |
| 2018      | Kally's Mashup                | Teo              | Nickelodeon    | Participación especial (temporada 1)   |
| 2018      | Kids' Choice Awards Argentina | Conductor        | Nickelodeon    | Entrega de premios                     |
| 2019–2020 | Bia                           | Él mismo         | Disney Channel | Participación especial (temporada 1-2) |
| 2020      | El muro infernal              | Coconductor      | Telefe         |                                        |
| 2021–2023 | Entrelazados                  | Félix Sacanell   | Disney+        | Reparto principal                      |
| 2024      | Porno y helado                | Jaime            | Prime Video    | Episodio: «Pablo está viejo»           |
| 2024      | Cromañón                      | Javier Filgueira | Prime Video    | Reparto secundario                     |
| 2025      | 29 ½ hs                       | Mario            | TBA            | Protagonista                           |
| 2026      | Soy Luna                      | TBA              | Disney+        | Reparto principal (temporada 4)        |
| 2026      | Noa: la serie                 | Fran             | TBA            | Reparto principal                      |

## Teatro
| Año       | Título                | Personaje | Director                          |
| --------- | --------------------- | --------- | --------------------------------- |
| 2017-2018 | El Círculo            | Pi        | Nicolás Scarpino, Sebastián Irigo |
| 2019      | 10 minutos con Yeyé   | John      | Marcela, Santiago Peidro          |
| 2022      | Entrelazados Live     | Félix     | Ariel del Mastro                  |
| 2025      | Spoiler: nos peleamos | Fausto    | Diego Castro                      |

## Premios y nominaciones
| Año  | Premio                         | Categoría                  | Resultado | Ref.   |
| ---- | ------------------------------ | -------------------------- | --------- | ------ |
| 2017 | Kids' Choice Awards Argentina  | Youtuber Favorito          | Nominado  | [ 21 ] |
| 2017 | Premios Los Más Clickeados     | Youtuber del Año           | Ganador   | [ 22 ] |
| 2017 | Premios Martín Fierro Digital  | Mejor Youtuber             | Nominado  | [ 23 ] |
| 2018 | Kids' Choice Awards Argentina  | Youtuber Cómico Favorito   | Ganador   | [ 24 ] |
| 2018 | Fans Awards                    | Artista del Año            | Nominado  | [ 25 ] |
| 2018 | Premios Martín Fierro Digital  | Rey de redes               | Nominado  | [ 26 ] |
| 2019 | Kids' Choice Awards            | Influencer Latino Favorito | Nominado  | [ 27 ] |
| 2019 | MTV Millennial Awards          | Instagramer Argentina      | Nominado  | [ 28 ] |
| 2019 | Premios Martín Fierro de Cable | Infantil / Juvenil         | Nominado  | [ 29 ] |
| 2019 | Streamy Awards                 | Internacional LATAM        | Nominado  | [ 30 ] |
| 2022 | Kids' Choice Awards México     | Actor favorito             | Ganador   | [ 31 ] |
| 2023 | Kids' Choice Awards México     | Actor favorito             | Nominado  | [ 32 ] |
| 2024 | Kids' Choice Awards México     | Celebridad argentina       | Nominado  | [ 33 ] |
| 2025 | Premios Cóndor de Plata        | Revelación masculina       | Nominado  | [ 34 ] |